# Occidentul Îndepărtat (Taixi)

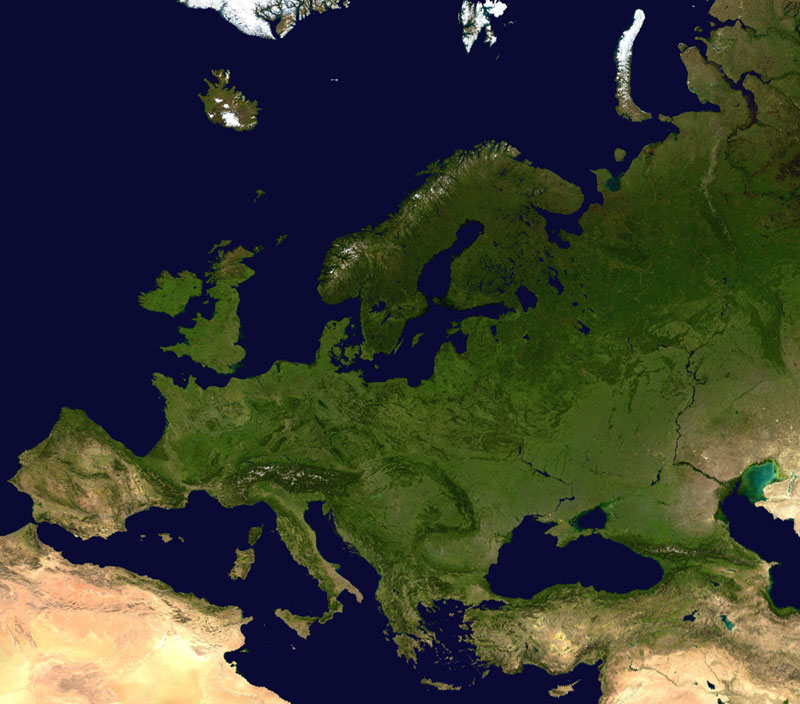
Imagine surprinsă din satelit în care apare Europa

Occidentul Îndepărtat (în chineză și japoneză: 泰西; pinyin: tàixī; romanizat: taisei) este un termen japonez și chinez ce se referă la Europa, uneori chiar și la întreaga Lume Occidentală.